# Limba nauruană
Nauruana este o limbă microneziană care aparține ramurii estice (sau oceanice) a familiei de limbi austroneziene. Relația dintre nauruană și alte limbi microneziene și, implicit, grupul austronezian a fost pusă sub semnul întrebării, dar nauruana este, în multe privințe, o limbă tipic microneziană. Aceasta se datorează, în principal, folosirii unui sistem complex de clasificatori substantivali și a unui registru bogat de foneme. Nauruana are statut de limbă oficială în Nauru, unde este vorbită de aproximativ 96% din populația țării, în special de etnicii nauruani. Deși folosirea limbii nauruane este limitată în mare măsură la Nauru, comunități mici vorbitoare de nauruană există și în Fiji, Insulele Marshall și Australia.

## Sistem de scriere
Nauruana este în mare parte o limbă nescrisă. Aceasta se datorează lipsei de consens asupra unor standarde oficiale de scriere. În nauruana scrisa au fost folosite inițial 17 litere: cinci vocale (a, e, i, o, u) și 12 consoane (b, d, g, j, k, m, n, p, q, r, t, w). Ulterior, alfabetului i-au fost adăugate mai multe litere, ca urmare a influenței unor limbi precum germana, tok pisin sau gilberteza.
| A a a  | Ã ã    | B b be | C c ce | D d de | E e e   | F f ef | G g ge  | H h ha  | I i i   |
| J j je | K k ka | L l el | M m em | N n en | Ñ ñ eñ  | O o o  | Õ õ õ   | P p pe  | Q q ku  |
| R r er | S s es | T t te | U u u  | Ũ ũ ũ  | V v vau | W w we | X x iks | Y y way | Z z zet |